# Egameigenia amazonica
Egameigenia amazonica är en tvåvingeart som beskrevs av Townsend 1927. Egameigenia amazonica ingår i släktet Egameigenia och familjen parasitflugor. Inga underarter finns listade i Catalogue of Life.